# エウゲン・カップ
エウゲン・カップ（エストニア語: Eugen Kapp, 1908年5月13日 - 1996年10月29日）はエストニアの作曲家。

## 経歴
1908年、ロシア帝国・アストラハンで生まれた。父は作曲家のアルトゥール・カップ。タリン音楽院で父に学び、1931年に卒業した。
4年後にタリン音楽院の非常勤講師となり、音楽理論と作曲を教えた。1941年に独ソ戦が勃発してエストニアがドイツに占領されるとソビエト連邦に逃れ、ヤロスラヴリでエストニア人のアンサンブルを組織した。1944年に帰国。1947年にタリン音楽院の教授となり、1952年から1964年まで学長を務めた。教え子にエイノ・タンベルクなどがいる。また1948年から1965年までエストニア作曲家連盟の議長を務めた。さらにエストニア共産党に入り、1947年から1955年までエストニア・ソビエト社会主義共和国最高会議代議員、1954年から1962年までソビエト連邦最高会議代議員の地位にあった。
1996年、タリンで死去。

## 作曲作品
作品はオペラが中心だが、ほかに3つの交響曲、6つの管弦楽組曲、8つのカンタータ、ピアノ協奏曲、フルート協奏曲がある。作風はエストニア民謡を題材に取った簡明なリズムと明快なメロディーが特徴で、スターリン時代に高く評価され、1946年、1950年、1952年の3度にわたってスターリン賞を受賞した。さらに1956年にはソ連人民芸術家、1978年には社会主義労働者英雄の称号を得た。

## 文献
- Harri Kõrvits: Eugen Kapp. Tallinn 1964